# 3.ª Sección Electoral de la Provincia de Buenos Aires
La 3ª Sección Electoral de la Provincia de Buenos Aires aporta 18 diputados provinciales y 9 senadores provinciales. Corresponde aproximadamente a la zona Sur y parte del Oeste de la región metropolitana de Buenos Aires (RMBA) y zonas aledañas del interior de la Provincia.
Según el último padrón electoral (2021) está compuesta por 4.845.998 electores habilitados para votar en 13.546 mesas, lo que la convierte en la sección electoral con mayor cantidad de votantes de la Provincia de Buenos Aires y también del país . 
Comprende 19 partidos: Almirante Brown, Avellaneda, Berazategui, Berisso, Brandsen, Cañuelas, Ensenada, Esteban Echeverría, Ezeiza, Florencio Varela, La Matanza, Lanús, Lobos, Lomas de Zamora, Magdalena, Presidente Perón, Punta Indio, Quilmes y San Vicente.

## Diputados actuales
| Diputado/a                      | Bloque                         |
| ------------------------------- | ------------------------------ |
| CANO KELLY, MARÍA LAURA         | PTS-FRENTE DE IZQUIERDA UNIDAD |
| DOMENICHINI, PABLO MATÍAS       | UCR + CAMBIO FEDERAL           |
| ETCHECOIN MORO, MARICEL         | COALICION CIVICA               |
| GONZALEZ, SUSANA HAYDEE         | UNIÓN POR LA PATRIA            |
| KANE, GUILLERMO                 | FTE.IZQ Y DE LOS TRABAJADORES  |
| LARROQUE, MARIANA               | UNIÓN POR LA PATRIA            |
| LATORRE DE CARO, BERENICE IVANA | UNIÓN POR LA PATRIA            |
| MESIAS, NAZARENA CARLA          | ACUERDO CÍVICO - UCR + GEN     |
| MOLINA, MARTINIANO              | PRO                            |
| MORAGUES SANTOS, CONSTANZA      | UNIÓN RENOVACIÓN Y FE          |
| PINTOS, LILIANA ALEJANDRA       | UNIÓN POR LA PATRIA            |
| RASQUETTI, AYELÉN ITATÍ         | UNIÓN POR LA PATRIA            |
| RETAMOSO, MARÍA FLORENCIA       | PRO-LIBERTAD                   |
| ROLLERI, RICARDO LUIS           | UNIÓN POR LA PATRIA            |
| RUSSO, NICOLAS                  | UNIÓN POR LA PATRIA            |
| SOTELO LARCHER, NAHUEL          | LA LIBERTAD AVANZA             |
| TIGNANELLI, FACUNDO             | UNIÓN POR LA PATRIA            |
| URRELI, ADRIAN GONZALO          | PRO                            |